# ادریسا کولیبالی
ادریسا کولیبالی (فرانسوی: Idrissa Coulibaly‎؛ زادهٔ ۱۹ دسامبر ۱۹۸۷) بازیکن فوتبال اهل مالی است.
از باشگاه‌هایی که در آن بازی کرده‌است می‌توان به باشگاه فوتبال اروکا، باشگاه فوتبال حسینیه اکادیر، باشگاه فوتبال الرجا، باشگاه فوتبال اسپرانس تونس، باشگاه فوتبال القبائل و باشگاه ورزشی الدحیل اشاره کرد.
وی همچنین در تیم ملی فوتبال مالی بازی کرده‌است.